# Institut des vins de consommation courante
 (décembre 2012).
Si vous disposez d'ouvrages ou d'articles de référence ou si vous connaissez des sites web de qualité traitant du thème abordé ici, merci de compléter l'article en donnant les références utiles à sa vérifiabilité et en les liant à la section « Notes et références ».
L’Institut des vins de consommation courante (IVCC), créé en 1953, était initialement chargé d’étudier et de suggérer toutes dispositions d’ordre économique relatives à l’orientation de la production viticole en France. Il a cessé de fonctionner en 1976.

## Fonctions
Cet institut fondé le 30 septembre 1953, par le décret (no 53-977) paru au Journal officiel, entra en fonction le 16 avril 1954. Il avait pour mission de proposer aux pouvoirs publics les mesures qui lui paraissent nécessaires pour assurer un équilibre global du marché.
Implicitement organisé sous la forme d’un établissement public à caractère administratif, l'IVCC prendra la forme d'un établissement public à caractère industriel et commercial le 7 avril 1976 (décret no 77-302) sous le nom d'Office national interprofessionnel des vins de table (ONIVIT). La nature juridique de l'ONIVIT constitue un des éléments de la transformation de l’IVCC. Quand l’organisation commune du marché vitivinicole entra en vigueur le 1er juin 1970 (1, 2), l'institut fut chargé de procéder à l’agrément des vins de table tant pour l’exportation, que pour les vins expédiés aux cinq autres états membres de la Communauté économique européenne.

## Organisation administrative
L’exécution des missions confiées à l’Institut des vins de consommation courante est assurée par un Conseil interprofessionnel, par une Commission permanente, par le président et le directeur du Conseil interprofessionnel. Les présidents de l'IVCC furent monsieur Roland Maspétiol, de 1954 à 1967, et monsieur Henri Ecal, de 1967 à 1976. Le Conseil interprofessionnel comprend essentiellement des viticulteurs, des producteurs de bois et plants de vigne, des négociants en vins, des représentants des consommateurs, et des fonctionnaires des administrations concernées par les problèmes vitivinicoles. Il peut déléguer une partie de ses pouvoirs à une Commission permanente. En outre, les différents problèmes soumis à l’IVCC sont étudiés par des Commissions spécialisées. Au nombre de quatre ce sont la Commission économique, la Commission des techniques et de la réglementation viticoles, la Commission des bois et plants de vigne et la Commission financière.
La gestion administrative de l'IVCC est assurée par un directeur (messieurs Jean Long de 1954 à 1972 et Michel Colonna de 1972 à 1976) et par un directeur-adjoint (messieurs Bernard Blanchet de 1954 à 1980 et Georges Mottard de 1955 à 1975).
Administrativement l’IVCC se compose d’un service central et de services extérieurs. Le service central de l'établissement, situé à Paris, a pour mission de préparer les travaux du Conseil interprofessionnel et de ses commissions. C'est lui qui diffuse leurs délibérations et leurs propositions. Parallèlement, il exécute et veille à l’application des textes réglementaires, et coordonne l’activité des services régionaux.
Les services extérieurs de l'Institut sont constitués en « Centre de contrôle technique des plantations de vignes et des pépinières ». Ils installés dans les grandes villes des principales régions viticoles (Angers, Avignon, Bordeaux, Dijon, Lyon, Montpellier et Toulouse) sous la direction d'un chef de centre assisté d’inspecteurs, de contrôleurs et d’un personnel administratif. L’IVCC dispose pour son fonctionnement de 250 agents (service central et services régionaux confondus).
Les Commissions départementales ou régionales sont appelées à émettre des propositions et à donner leur avis sur diverses questions, telles que le classement des terroirs et des cépages, l’examen des demandes d’indemnisation d’arrachage ou d’attribution de certains droits de replantation de vigne, etc.
En outre, un Comité technique d’expérimentation ayant plus spécialement comme mission d’orienter les travaux tendant à l’amélioration de l’encépagement a été créé auprès de l’IVCC.

## Réalisations dans le cadre national
Progressivement, l’activité essentiellement technique de l’IVCC s’étend à la gestion économique du potentiel viticole. L’amélioration du vignoble va aller de pair avec l’organisation et le soutien du marché des vins de consommation courante (décrets no 54-955 et no 54-956 du 14 septembre 1954 relatifs, respectivement à l’assainissement de la production viticole et à l’assainissement du marché du vin.)

### Fonctions initiales
L’élaboration du programme de redressement de la situation viticole nécessitait d’abord une connaissance détaillée de la structure du vignoble. L’IVCC a donc été chargé de procéder à un inventaire approfondi. En fait, le recensement a abouti à l’établissement d’un véritable fichier dénommé alors « cadastre viticole » (décret no 55-671 du 20 mai 1955, article 10.)
Préalablement à l’enquête, l’IVCC a fait établir pour chaque vignoble une fiche d’encépagement.
Le cadastre viticole, réalisé de 1955 à 1957, a donné une photographie de la situation de la production et permis de dégager un certain nombre d’informations. Ces renseignements concernent l’importance du potentiel viticole (nombre d’exploitations et de parcelles, division par tranches de superficie et classes d’âge des viticulteurs), l’implantation suivant les terroirs, la répartition entre diverses catégories qualitatives de production (appellation d’origine contrôlée -AOC, vin délimité de qualité supérieure –VDQS…) et l’encépagement.

### Élargissement des activités
Outre la tenue à jour du cadastre viticole, l’IVCC a été chargé en 1959  de l’établissement et du contrôle de l’aide aux contrats de stockage privés (ainsi que du règlement des primes correspondantes.) en application de l’article 15 du décret no 59-632.
Lorsque les conditions du marché justifient un retrait temporaire des vins pour faire face à une faiblesse des cours due à des disponibilités excédentaires, un stockage contractuel est déclenché. La souscription des contrats est néanmoins réservée aux vins présentant certains critères qualitatifs, tant en matière de degré alcoolique, que d’acidité et caractéristiques analytiques essentielles permettant de prévoir une conservation convenable.
L’examen des dossiers porte donc, en particulier, sur le contrôle des éléments donnés par le bulletin d’analyse, la concordance des volumes proposés avec ceux des vins analysés, et des quantités bloquées par l’administration des contributions indirectes. Enfin, la vérification porte sur les pouvoirs des signataires des demandes et des titulaires des comptes à créditer, dans les divers cas de situation juridique souvent complexes des intéressés.
Afin de faciliter dans le temps le soutien du marché, l’IVCC a porté un effort spécial sur l’amélioration de la qualité des vins ordinaires, pour que ceux-ci soient plus facilement commercialisés et à meilleur prix. À ce titre, il a notamment demandé que la souscription des contrats de stockage soit, comme il vient d’être mentionné, subordonnée à certaines normes qualitatives.
Par-là même, l’IVCC attire l’attention des viticulteurs et des coopératives sur la nécessité de faire suivre leur vinification, puis l’évolution de leur vin, par un œnologue. C’est également à la demande de l’IVCC qu’a été prévue l’obligation, pour tous les viticulteurs avant le premier février de chaque année, de faire procéder à l’analyse des vins récoltés par un œnologue diplômé.
L’IVCC a également recherché pour les meilleurs vins courants une promotion leur permettant de les vendre sous la dénomination « vin de pays »! Pour ce faire, les vins doivent provenir d’exploitation ayant un encépagement adapté, présenter des qualités analytiques et organoleptiques convenables et avoir une qualité contrôlée par dégustation.
Jusqu’à la mise en place des nouvelles réglementations communautaires, l’IVCC fut chargé de la gestion des importations de vins, dans la mesure où leur maîtrise constituait un élément essentiel de l’équilibre du marché . Pratiquement, il effectuait la délivrance des permis spéciaux de déblocage pour les importations de vins en provenance des pays du Maghreb, qui portaient parfois sur des volumes d’une dizaine de millions d’hectolitres.

## Réalisations dans le cadre communautaire
Dès 1er janvier 1958, année de l’entrée en vigueur du traité signé à Rome le 25 mars 1957, l’IVCC participe à l’élaboration de la plupart des dispositions communautaires relatives à l’organisation du marché vitivinicole. Aussi est-il représenté lors de multiples réunions du Conseil des ministres des « Six », et surtout du Groupe vin, du Comité spécial agriculture et du Comité de gestion des vins, ou du Comité des experts viticoles auprès de la Commission des Communautés européennes.

### L’IVCC et les organes spécialisés de la Communauté économique européenne (CEE)
En plus des principaux rouages institutionnels prévus par l’article 4 du traité de Rome du 25 mars 1957, le développement de l’Europe verte a conduit à la création d’organes supplémentaires. Il existe un Comité de gestion de la CEE pour chaque organisation commune de marché. Dans le secteur du vin, il a été institué par l’article 6 du règlement no 24/62 du 4 avril 1962. Ces comités sont composés de représentants des états membres et présidés par un représentant de la Commission (qui n’a pas le droit de vote). 
Le Comité spécial agriculture (CSA) a été institué par le Conseil pour l’examen préliminaire des propositions de la Commission européenne. Le CSA est composé des représentants des états membres et exerce son activité depuis septembre 1960. En particulier, le CSA prépare les travaux du Conseil dans le domaine de la politique vitivinicole et de l’organisation commune du marché des vins. 
Le Comité consultatif vitivinicole, créé par une décision de la Commission européenne du 18 juillet 1962, est un organe interprofessionnel placé auprès de la Commission afin de maintenir entre cette institution et les organisations professionnelles une « collaboration étroite et continue. » Il comprend des viticulteurs individuels ou en caves coopératives, des négociants et des représentants des entreprises de vinification et des industries transformatrices, des travailleurs agricoles et de l’alimentation.
La Commission européenne consulte le Comité consultatif vitivinicole à son gré ou lorsqu’il demande à l’être. Les délibérations ne sont suivies d’aucun vote. C’est souligner que le Comité n’a pas l’étendue des pouvoirs des autres organes consultatifs. Néanmoins, le Comité consultatif vitivinicole peut servir « d’indicateur de situation » du fait qu’il est composé de professionnels qui auront à appliquer la future réglementation.
Parallèlement à ces travaux, l’IVCC poursuit l’élaboration de certaines dispositions générales tout en s’orientant, en pratique, vers la gestion du marché. Par son action permanente auprès des services de Bruxelles, l’IVCC, avec la collaboration des représentants des services intéressés des ministères de l’agriculture et de l’économie et des finances, a pu obtenir une orientation générale de la production et du marché des vins comparable à celle qui s’était imposée progressivement à la viticulture française.
La situation recouvre notamment les secteurs :
- de la production et de la commercialisation des bois et plants de vigne ;
- de l’encépagement et des plantations ;
- de la définition des produits et de l’orientation qualitative de la production de vin ;
- de l’organisation du marché du vin et du régime des prix et des interventions, tant au niveau européen que vis-à-vis des pays tiers (ceux qui ne sont pas membres de la CEE.)

Ainsi, les principales dispositions de la loi du 4 juillet 1931 (et les textes subséquents) sur la viticulture et le commerce des vins ont servi de base à l’organisation commune du marché vitivinicole mise en place par les règlements communautaires no 24/62 du 4 avril 1962 et no 816/70 du 28 avril 1970.
L’IVCC est devenu, de fait, un organisme d’intervention pour l’application sur le territoire français des principales mesures vitivinicoles européennes. De la même façon, l’IVCC délivre des certificats d’accompagnement de vins destinés aux autres états partenaires de l’Europe communautaire, durant la période transitoire d’application de cette mesure ; ou des certificats d’importation de vins provenant des pays tiers et de la gestion des cautions s’y attachant. Il est également chargé de l’agrément des vins exportés.
Directement inspirée par les dispositions antérieures françaises, l’application de la réglementation communautaire en matière de cadastre viticole consiste, pour les services de l’IVCC, en la tenue à jour annuelle par sondage ainsi qu’en la refonte décennale du registre.
Quant à l’amélioration qualitative de la production, l’IVCC poursuit également, dans le cadre des dispositions européennes, son action technique, spécialement en ce qui concerne :
- l’amélioration du matériel végétal, de la production et de la commercialisation des bois et plants de vigne ;
- l’ajustement de l’éventail variétal, par des études tendant à aménager le classement initial (déjà rectifié entre 1955 et 1970 et repris alors par le texte communautaire ad hoc) ;
- le renforcement des disciplines en matière d’encépagement, par le contrôle ampélographique des plantations.